# مسجد الحاج صفرمراد
مسجد الحاج صفرمراد (بالتركمانية: Saparmyrat Hajy metjidi، بالإنجليزية: Saparmurat Hajji Mosque ) هو مسجد يقع في مدينة قوك ديب في تركمانستان .

## البناء
بني مسجد الحاج صفرمراد في الفترة بين أعوام (1994 - 1995)، خلال حكم صفرمراد نيازوف رئيس جمهورية تركمانستان في تلك الفترة، بني المسجد تخليد لذكرى الجنود والمدافعين عن قلعة غيوك تيبي (انظر معركة غيوك تيبي)، المسجد يعد معلما بارزا في مدينة قوك ديب مع مآذنه الأربعة العالية .

## التاريخ
وضعت خطة بناء مسجد الحاج صفرمراد من قبل مهندس من مهندسي مدينة عشق أباد واسمه كاكاجان دوردييف، وافتتح المسجد في عام 1995، وتم تسميته مسجد الحاج صفرمراد تكريما للرئيس تركمانستان صفرمراد نيازوف الذي قام بالحج إلى مكة المكرمة خلال موسم الحج في عام 1992، وقد تم بناء المسجد من قبل الشركة الفرنسية بويج في سنة واحدة، في عام 2008 تم التعاقد مع شركة سور توريزم انسات تيجاريت في سانايت المحدودة التركية وذلك لبناء مرافق لاضافة 1000 مصلي اضافي، وبناء متحف وانشاء عدد من المناظر الطبيعية من الأراضي المجاورة، وبلغت تكلفة إعادة الإعمار 34،000،000 دولار.

## العمارة
مسجد الحاج صفرمراد لديهم القدرة على استيعاب ما مجموعه 8000 مصلي في وقت واحد، ومن خصائصه الرئيسية هي قبته الزرقاء الرئيسية التي تحيط بها أربع قباب حجمها أقل من نصف حجم القبة الزرقاء، وللمسجد أربع مآذن مرتفعة يبلغ طولها 63 متر لتمثيل السن الذي توفي عليه النبي محمد.